# Артеріальна газометрія
Артеріальна газометрія, аналіз газів артеріальної крові, гази артеріальної крові (ГАК) — клінічне лабораторне дослідження, яке вимірює кількість артеріальних газів, таких як кисень і вуглекислий газ. Для проведення артеріальної газометрії потрібно взяти невеликий об'єм крові з променевої артерії за допомогою шприца та тонкої голки, але іноді використовується стегнова артерія в паху або в іншому місці. Кров також можна взяти з артеріального катетера.
Артеріальна газометрія вимірює значення парціального тиску газів: кисню (PaO2), вуглекислого газу (PaCO2), а також pH крові. Крім того, можна визначити насичення (сатурацію) артеріальної крові киснем (SaO2). Така інформація життєво важлива під час догляду за пацієнтами з критичними захворюваннями або респіраторними захворюваннями. Таким чином, артеріальна газометрія є одним з найпоширеніших досліджень, що проводяться пацієнтам у відділеннях інтенсивної терапії. На інших рівнях медичної допомоги пульсоксиметрія в поєднанні з транскутанним вимірюванням вуглекислого газу є менш інвазивним альтернативним методом отримання подібної інформації.
Артеріальна газометрія може опосередковано виміряти рівень бікарбонату в крові. Рівень бікарбонату розраховується за допомогою рівняння Гендерсона-Хассельбальха. Багато аналізаторів газів крові також надають інформацію про концентрацію лактату, гемоглобіну, кількох електролітів, оксигемоглобіну, карбоксигемоглобіну та метгемоглобіну. Артеріальна газометрія в основному використовується в пульмонології та в інтенсивній терапії для визначення газообміну через альвеолярно-капілярну мембрану. Артеріальна газометрія також має різноманітне застосування в інших галузях медицини. Комбінації розладів можуть бути складними та важкими для інтерпретації, тому зазвичай використовуються калькулятори, номограми та емпіричні правила.
Зразки на артеріальна газометрію спочатку відправляються з клініки до медичної лабораторії. Сучасне обладнання також дозволяє проводити аналіз на місці надання медичної допомоги.

## Відбір проб та аналіз

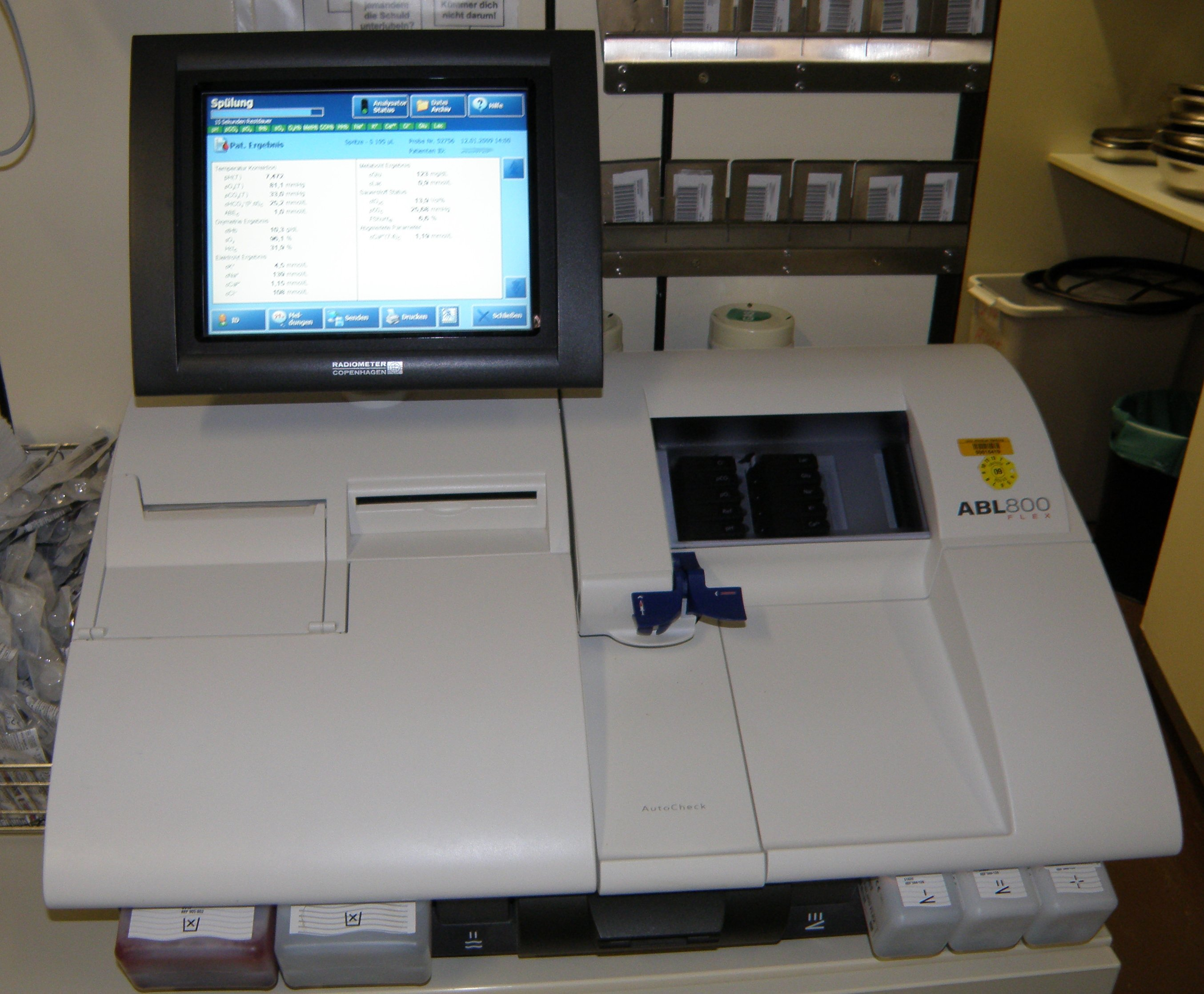
Настільний аналізатор ABL800 FLEX — Radiometer Medical

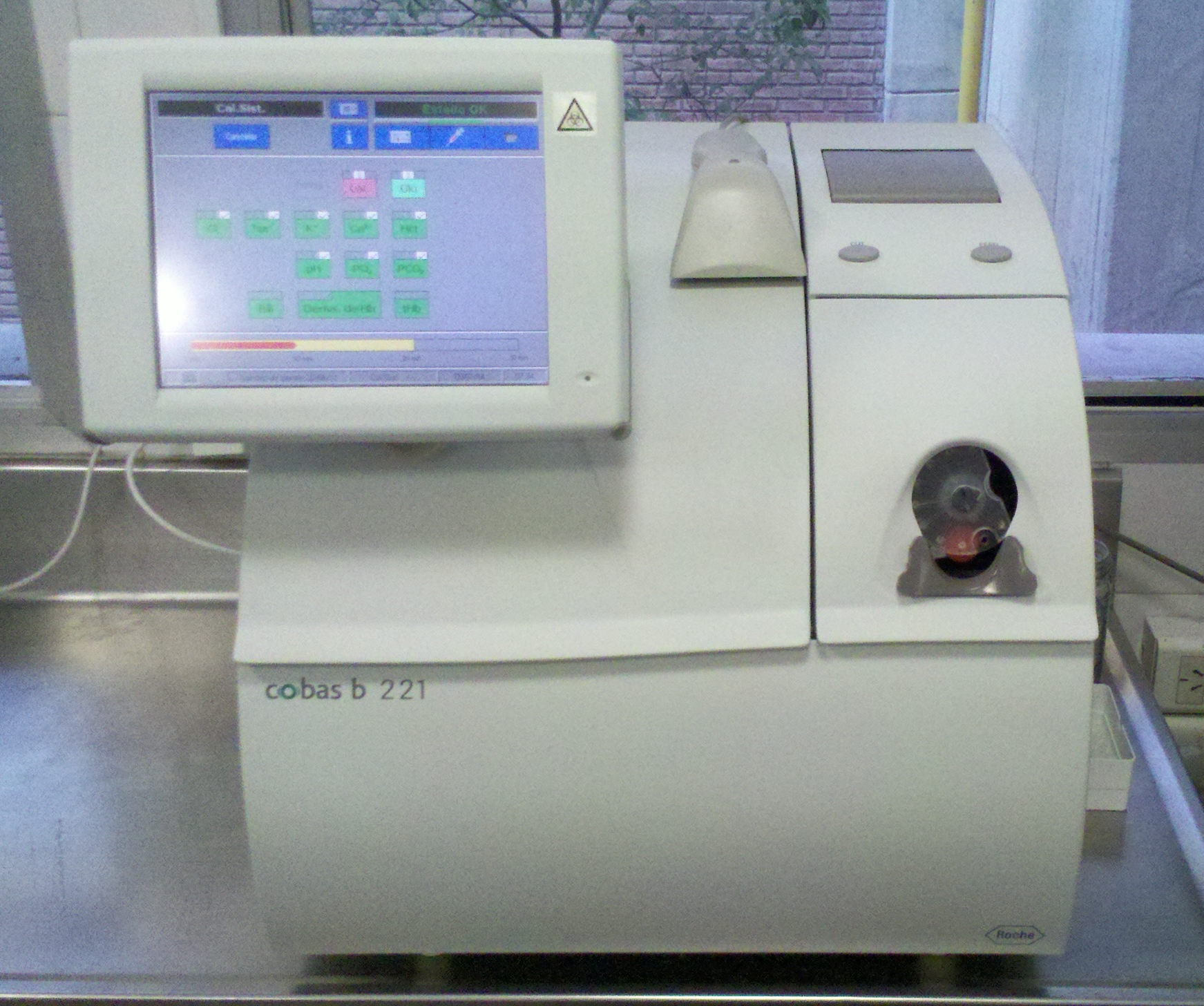
Сучасний аналізатор газів крові. Цей пристрій здатний вимірювати pH, pCO_{2}, pO_{2}, SatO_{2}, Na^{+}, K^{+}, Cl^{−}, Ca^{2+}, гемоглобін (загальний та похідні: O_{2}Hb, MetHb, COHb, HHb, CNHb, SHb), гематокрит, загальний білірубін, глюкозу, лактат та сечовину. (Cobas b 221 — Roche Diagnostics).

Артеріальну кров для газометрії зазвичай бере респіраторний терапевт, а іноді флеботоміст, медсестра, фельдшер або лікар. Кров найчастіше береться з променевої артерії, оскільки вона легкодоступна, її можна стиснути для зупинки кровотечі та вона має менший ризик закупорки. Вибір променевої артерії для забору матеріалу ґрунтується на результатах проби Аллена. Також використовується плечова артерія (або рідше стегнова), особливо в надзвичайних ситуаціях або у дітей. Кров також можна взяти з вже встановленого артеріального катетера.
Для забору проб газів крові використовуються пластикові та скляні шприци. Більшість шприців постачаються попередньо упакованими і містять невелику кількість гепарину для запобігання згортанню крові. Інші шприци можуть потребувати гепаринізації, шляхом набирання невеликої кількості рідкого гепарину та його повторного впорскування для видалення бульбашок повітря. Після отримання зразка необхідно вжити заходів для видалення видимих газових бульбашок, оскільки вони можуть розчинитися у зразку та призвести до отримання неточних результатів. Запечатаний шприц подається до аналізатора.
Якщо використовується пластиковий шприц, зразок слід транспортувати та зберігати при кімнатній температурі та зробити аналіз протягом 30 хвилин. Якщо перед аналізом очікується тривала затримка (більше 30 хвилин), зразок слід набрати у скляний шприц та негайно помістити його на лід.
З артеріальної крові також можуть бути зроблені стандартні аналізи, такі як вимірювання глюкози, лактату, гемоглобінів, дисгемоглобінів, білірубіну та електролітів.
Похідні параметри включають концентрацію бікарбонату, SaO2 та надлишок основ (BE). Концентрацію бікарбонату розраховують на основі виміряних значень pH та PaCO2 за допомогою рівняння Гендерсона-Хассельбальха. SaO2 виводиться з виміряного PaO2 та розраховується на основі припущення, що весь виміряний гемоглобін є нормальним (окси- або дезокси-) гемоглобіном.

### Розрахунки

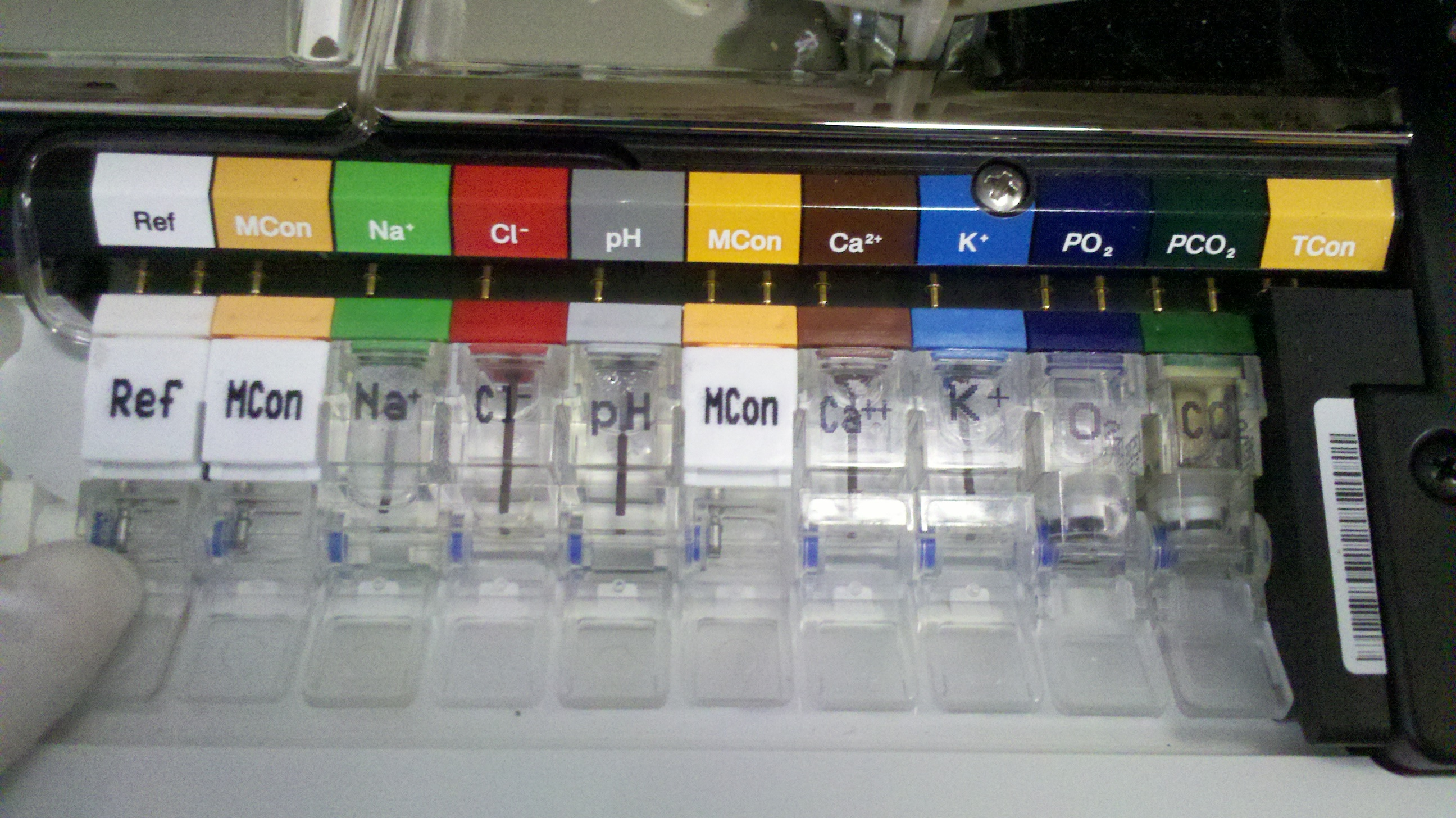
Деталь вимірювальної камери сучасного аналізатора газів крові з вимірювальними електродами. (Cobas b 121 — Roche Diagnostics)

Апарат, який використовується для аналізу, відсмоктує кров зі шприца та вимірює pH і парціальний тиск кисню та вуглекислого газу. Також розраховується концентрація бікарбонату. Ці результати зазвичай доступні для інтерпретації протягом п'яти хвилин.
У медицині для контролю газів крові пацієнтів з гіпотермією використовуються два методи: pH-стат та альфа-стат. Недавні дослідження показують, що метод альфа-стат є кращим.
- pH-стат: pH та інші результати аналізу крові на глюкозу вимірюються за фактичної температури пацієнта. Мета полягає в підтримці pH 7,40 та артеріального тиску вуглекислого газу (PaCO2) на рівні 5,3 кПа (40 мм рт. ст.) за фактичної температури пацієнта. Для досягнення цієї мети необхідно до оксигенатора додати CO2.
- α-стат (альфа-стат): pH та інші результати аналізу крові на глюкозу вимірюються при 37 °C, незважаючи на фактичну температуру пацієнта. Мета полягає в підтримці тиску вуглекислого газу в артеріальній крові на рівні 5,3 кПа (40 мм рт. ст.) та pH на рівні 7,40 при вимірюванні +37°С.

Як pH-стат, так і альфа-стат стратегії мають теоретичні недоліки. Метод альфа-стат є методом вибору для оптимальної функції міокарда. Метод pH-стат може призвести до втрати ауторегуляції в мозку (зв'язок мозкового кровотоку зі швидкістю метаболізму в ньому). Збільшуючи мозковий кровотік понад метаболічні потреби, метод pH-стат може призвести до церебральної мікроемболізації та внутрішньочерепної гіпертензії.

### Керівні принципи
1. Зміна PaCO2 на 1 мм рт. ст вище або нижче 40 мм рт. ст. призводить до зміни pH на 0,008 одиниці у протилежному напрямку.
2. PaCO2 зменшується приблизно на 1 мм рт. ст. на кожне зниження [HCO−
3] на 1 мЕкв/л нижче 24 мЕкв/л
3. Зміна [HCO−
3 ] на 10 мЕкв/л призведе до зміни pH приблизно на 0,15 одиниці у тому ж напрямку.
4. Оцініть зв'язок PaCO2 з pH:
  - якщо PaCO2 та pH рухаються в протилежних напрямках, тобто PaCO2 ↑, коли pH <7,4, або PaCO2 ↓, коли pH > 7,4, первинним є респіраторне захворювання;
  - якщо PaCO2 та pH рухаються в одному напрямку, тобто PaCO2 ↑, коли pH >7,4, або PaCO2 ↓, коли pH <7,4, первинним є метаболічне порушення.[11]

## Параметри та діапазони значень
У таблиці представлені типові референтні діапазони, хоча різні аналізатори та лабораторії можуть використовувати різні діапазони.
| Аналіт                                                  | Інтервал                     | Інтерпретація |
| ------------------------------------------------------- | ---------------------------- | --- |
| pH                                                      | 7.34–7.44                    | pH або H+ вказують чи пацієнт має ацидемію (pH < 7.35; H+ >45) або алкаліємію (pH > 7.45; H+ < 35). |
| H+                                                      | 35–45 нмоль/л (нM)           | pH або H+ вказують чи пацієнт має ацидемію (pH < 7.35; H+ >45) або алкаліємію (pH > 7.45; H+ < 35). |
| Артеріальний парціальний тиск кисню (PaO2)              | 10—13 кПа 75—100 мм рт. ст.  | Низький PaO2 вказує на аномальну оксигенацію крові (гіпоксемія). (Зверніть увагу, що низький PaO2 не є обов'язковим для виникнення гіпоксії у людини, як у випадках ішемії, коли є нестача кисню в тканинах або органах на відміну від артеріальної крові. При PaO2 менше 60 мм рт. ст. слід вводити додатковий кисень. |
| Артеріальний парціальний тиск вуглекислого газу (PaCO2) | 4,7—6,0 кПа 35—45 мм рт. ст. | PaCO2 є показником утворення та виведення CO2: за постійної швидкості метаболізму PaCO2 повністю визначається його виведенням через вентиляцію. Високий PaCO2 (респіраторний ацидоз, або гіперкапнія) вказує на недостатню вентиляцію (або, рідше, на гіперметаболічний розлад), низький PaCO2 (респіраторний алкалоз, або гіпокапнія) — на гіпер- або надмірну вентиляцію. |
| HCO− 3                                                  | 22–26 мЕкв/л                 | HCO− 3 вказує на наявність метаболічної проблеми (наприклад, кетоацидозу). Низький рівень HCO− 3 вказує на метаболічний ацидоз, високий рівень HCO− 3 — на метаболічний алкалоз. Оскільки це значення, коли його наводять разом із результатами аналізу газів крові, часто розраховується аналізатором, слід перевірити кореляцію із загальним рівнем CO2, виміряним безпосередньо (див. нижче). |
| SBCe                                                    | 21 to 27 ммоль/л             | концентрація бікарбонату в крові при CO2 5,33 кПа, повному насиченні киснем і температурі 37 °C. |
| Надлишок основ (BE)                                     | −2 to +2 mmol/L              | Надлишок основ використовується для оцінки метаболічного компонента кислотно-основних порушень і вказує на те, чи є у людини метаболічний ацидоз чи метаболічний алкалоз. На відміну від рівня бікарбонату, надлишок основ — це розраховане значення, призначене для повної ізоляції нереспіраторної частини зміни pH. Є два розрахунки надлишка основ: надлишок основ позаклітинної рідини — BE(ecf); надлишок оснок крові — BE(b). BE(ecf) = [HCO− 3]− 24.8 + 16,2 × (pH − 7.4). BE(b) = (1 − 0,014 × Hgb) × ([HCO− 3]− 24.8 + (1.43 × Hgb + 7.7) × (pH − 7.4). |
| Загальний CO2 (tCO2 (P)c)                               | 23–30 ммоль/л 100–132 мг/дл  | Це загальна кількість CO2, є сумою HCO− 3 та PCO2 по формулі: tCO2 = [HCO− 3] + α×PCO2, де α=0.226 мМ/кПа, HCO− 3 виражається у мілімолярній концентрацій (мМ) (ммоль/л) та PCO2 виражається у кПа |
| Вміст O2 (CaO2, CvO2, CcO2)                             | 94-100% (мл O2/дл крові)     | Це сума кисню, розчиненого в плазмі та хімічно пов'язаного з гемоглобіном і розраховується наступним чином: CaO2 = (PaO2 × 0.003) + (SaO2 × 1.34 × Hb) де концентрація гемоглобіну виражається у г/дл. |

Забруднення зразка повітрям приміщення призводить до аномально низького рівня вуглекислого газу та, можливо, підвищеного рівня кисню, а також одночасного підвищення pH. Затримка аналізу (без охолодження зразка) може призвести до неточно низького рівня кисню та високого рівня вуглекислого газу в результаті триваючого клітинного дихання.

### рН
Нормальний діапазон pH становить 7,35–7,45. Зниження pH (< 7,35) вказує на ацидоз, тоді як підвищення pH (> 7,45) вказує на алкалоз. У контексті газів артеріальної крові найпоширенішим явищем буде респіраторний ацидоз. Вуглекислий газ розчиняється в крові у вигляді вугільної кислоти, слабкої кислоти, однак у великих концентраціях він може суттєво впливати на pH. Щоразу, коли спостерігається погана легенева вентиляція, очікується підвищення рівня вуглекислого газу в крові. Це призводить до підвищення рівня вугільної кислоти, що, своєю чергою, призводить до зниження pH. Першим буфером pH будуть білки плазми, оскільки вони можуть приймати деякі іони H+, щоб спробувати підтримати кислотно-основний гомеостаз. Оскільки концентрація вуглекислого газу продовжує зростати (PaCO2 > 45 мм рт. ст.), виникає стан, відомий як респіраторний ацидоз. Організм намагається підтримувати гомеостаз, збільшуючи частоту дихання, цей стан відомий як тахіпное. Це дозволяє набагато більшій кількості вуглекислого газу виходити з організму через легені, тим самим підвищуючи pH за рахунок зменшення вмісту вугільної кислоти. Якщо людина перебуває в критичному стані та інтубована, необхідно механічно збільшити кількість вдихів.
Респіраторний алкалоз (PaCO2 < 35 мм рт. ст) виникає, коли в крові занадто мало вуглекислого газу. Це може бути пов'язано з гіпервентиляцією або надмірним диханням, що здійснюється за допомогою апарату штучної вентиляції легень у відділенні інтенсивної терапії. Необхідно заспокоїти людину та спробувати зменшити кількість вдихів, щоб нормалізувати pH. Дихальна система намагається компенсувати зміну pH протягом 2–4 годин. Якщо цього недостатньо, «вмикається» метаболічний шлях.
За нормальних умов рівняння Гендерсона-Хассельбальха визначає рН крові
{\displaystyle {\ce {pH}}=6.1+\log _{10}\left({\frac {[{\ce {HCO3^-}}]}{0.03\times Pa{\ce {CO2}}}}\right)}
де:
- 6.1 — константа дисоціації (pKa) вугільної кислоти (H2CO3) за нормальної температури тіла
- [HCO−
3] — концентрація бікарбонату в крові в мЕкв/л
- PaCO2 — парціальний тиск вуглекислого газу в артеріальній крові в мм рт. ст.

Нирки та легені — це два основні органи, відповідальні за метаболічний гомеостаз pH. Бікарбонат (HCO−
3) — це основа, яка допомагає приймати надлишок іонів водню (H+) за умови ацидемії. Однак цей механізм повільніший, ніж дихальний шлях, і для його «розгону» може знадобитися від кількох годин до 3 днів. При ацидемії рівень бікарбонатів підвищується, щоб вони могли нейтралізувати надлишок кислоти, тоді як при алкаліємії відбувається навпаки. Таким чином, коли аналіз газів артеріальної крові виявляє, наприклад, підвищений рівень бікарбонату, проблема існує вже кілька днів, і метаболічна компенсація відбулася.
Загалом, гостре порушення pH набагато легше виправити, регулюючи дихання. Метаболічні компенсації відбуваються набагато пізніше. Однак, у критичних умовах, якщо у людини нормальний pH, високий рівень CO2 та високий рівень HCO−
3, це означає, що, хоча рівень CO2 високий, відбувається метаболічна компенсація. В результаті, потрібно бути обережним, щоб штучно не регулювати дихання для зниження рівня CO2. У такому випадку різке зниження рівня CO2 означає, що HCO−
3 буде в надлишку та спричинить метаболічний алкалоз. У такому випадку рівень CO2 слід поступово знижувати.

## Артеріальна кров проти венозної
З моменту появи пульсоксиметрії, яка вимірює насичення крові киснем через шкіру та є неінвазивною, артеріальна кров рідко використовується для визначення оксигенації поза відділенням інтенсивної терапії. Кислотно-основний стан можна визначити за допомогою аналізу венозної крові, що у більшості випадків виключає біль та незручності, пов'язані зі забором артеріальної крові. Коли встановлено постійний артеріальний катетер, артеріальну кров отримати легко. Венозну кров беруть іншим чином, зазвичай з периферичної вени, наприклад, вени передпліччя. Значення pH та HCO−
3 венозної крові достатньо близькі до артеріальної. Парціальний тиск CO2 венозної крові (PvCO2) менш надійний показник порівняно з артеріальною, але може бути використаний у деяких випадках. Парціальний тиск O2 венозної крові завжди значно нижчий, ніж артеріальної, і його слід реєструвати, маркувати та інтерпретувати як венозний парціальний тиск O2 (PvO2).

## Історія
Впровадження аналізу газів артеріальної крові у клінічну практику належить, головним чином, доктору Джону В. Северінгхаузу та техніку Річарду Бредлі. Наприкінці 1950-х років, а саме між 1957 і 1959 роками, вони розробили перший комплексний аналізатор газів крові, який міг вимірювати pH, pCO2 та pO2 у зразках крові. Це нововведення стало можливим завдяки об'єднанню нещодавно винайденого вуглекислотного електрода (Річардом Стоу), кисневого електрода (Леландом Кларком) та pH-електрода в єдину систему.
Перші комерційні аналізатори газів крові стали доступними на початку 1960-х років, швидко революціонізуючи реанімацію та респіраторну медицину, дозволяючи швидко та точно оцінювати кислотно-основний стан та газообмін у пацієнтів. Хоча існували й попередні методи вимірювання газів крові, такі як метод Ван Слайка для загального CO2 (впроваджений у 1917 році), вони були трудомісткими та менш придатними для рутинного клінічного використання. Робота Северінгхауса та його колег ознаменувала перехід до практичного, рутинного тестування газів артеріальної крові у клінічних умовах.